# Coelioxys neli
Coelioxys neli är en biart som beskrevs av Cockerell 1933. Coelioxys neli ingår i släktet kägelbin, och familjen buksamlarbin. Inga underarter finns listade i Catalogue of Life.